# Масло от ший
Маслото от ший, известно също като масло от карите, представлява кремаво на цвят мастно вещество. То е хранителна мазнина, която се употребява в готварството на много африкански страни.
Добива се от ореховите ядки на дървото Vitellaria paradoxa (на английски: Shea, ший), което расте в районите на Западна и Централна Африка.

## Добиване
Дървото Vitellaria paradoxa (дървото ший или Butyrospermum Parkii) расте в западноафриканската савана и името му означава „живот“ и се смята за свещено. То може да расте само в диво състояние и не може да се култивира. Дървото достига височина от 15 до 20 метра и може да живее до три века. Необходими са му петдесет години да разцъфти напълно. Плодовете му са овални и тъмнозелени на цвят, приличат на сливи. Узряват в периода от юни до септември и падат на земята, откъдето се събират. Ядката на тези плодове е бадемоподобна и наситена с витамини и мастни вещества. След като се отделят от черупката, ядките се пресоват и загряват, за да може да бъде извлечено от тях кремообразно вещество. Свойствата на този естествен овлажнител са били известни от Сенегал до Нил.

## Състав
Маслото от ший съдържа олеинова киселина, която е 40 – 60%; стеаринова киселина (20 – 50%); линолова киселина, която е 3 – 11%;палмитинова киселина (2 – 9%); линоленова киселина (<1%) и арахинова киселина (<1%).
Маслото се топи при температурата на тялото.

## Приложения
Маслото от ший се използва предимно от козметиката и медицината. Основните му действия са:
- за подхранване на цялото тяло - лице, тяло и коса
- за облекчаване на различни кожни заболявания, включително екзема, дерматит, псориазис
- при леки раздразнения на кожата, екстремни сухота
- предотвратява появата на стрии
- за подхранване на косата, лечение на пърхот
- при изгаряния, порязвания, малки кожни рани, белези
- за облекчаване при слънчево изгаряне,
- при ухапване от насекоми
- при фини бръчки
- за лекуване на гъбични инфекции
- при защитата при студено време
- за защита на мускулите преди и след усилени тренировки